# Eilema gashorai
Eilema gashorai är en fjärilsart som beskrevs av De Toulgoët 1980. Eilema gashorai ingår i släktet Eilema och familjen björnspinnare. Inga underarter finns listade i Catalogue of Life.